# Adú
Adú è un film del 2020 diretto da Salvador Calvo, prodotto da Mediaset España Comunicación e vincitore di 4 premi Goya.

## Trama
Si intrecciano tre storie accomunate da uno stesso filo conduttore. Nel disperato tentativo di raggiungere l'Europa, accovacciati fuori da una pista di atterraggio camerunense, un bambino di sei anni e sua sorella maggiore aspettano di intrufolarsi nella stiva di un aereo. Poco distante, un attivista ambientale contempla la terribile visione di un elefante morto e senza zanne: non solo deve combattere il bracconaggio, ma dovrà anche affrontare i problemi di sua figlia, appena arrivata dalla Spagna. Migliaia di chilometri più a nord, a Melilla, un gruppo di guardie civili si prepara ad affrontare la folla inferocita di migrnati migranti subsahariani che ha iniziato a prendere d'assalto la recinzione.

## Distribuzione
Il film è stato distribuito su Netflix a partire dal 30 giugno 2020.

## Riconoscimenti
- 2021 – Premio Goya[1]
  - Miglior regia a Salvador Calvo
  - Miglior attore esordiente a Adam Nourou
  - Miglior suono a Eduardo Esquide
  - Miglior produzione a Ana Parra
  - Candidatura al miglior film
  - Candidatura al miglior attore non protagonista a Álvaro Cervantes
  - Candidatura alla miglior sceneggiatura originale a Alejandro Hernández
  - Candidatura alla miglior fotografia a Sergi Vilanova
  - Candidatura alla miglior colonna sonora a Roque Baños
  - Candidatura alla miglior canzone a Sababoo
  - Candidatura al miglior montaggio a Jaime Colis
  - Candidatura al miglior trucco a Mara Collazo
  - Candidatura alla miglior direzione artistica a César Macarrón